# Miloslav Vinš
Miloslav Vinš (3. prosince 1923, Holoubkov – 14. ledna 2005) byl český hokejový útočník.

## Hokejová kariéra
Reprezentoval Československo na mistrovství světa 1957. V reprezentačním dresu odehrál celkem 7 utkání a vstřelil 7 gólů.
V lize hrál za Spartak Plzeň.